# Nosek (skała)

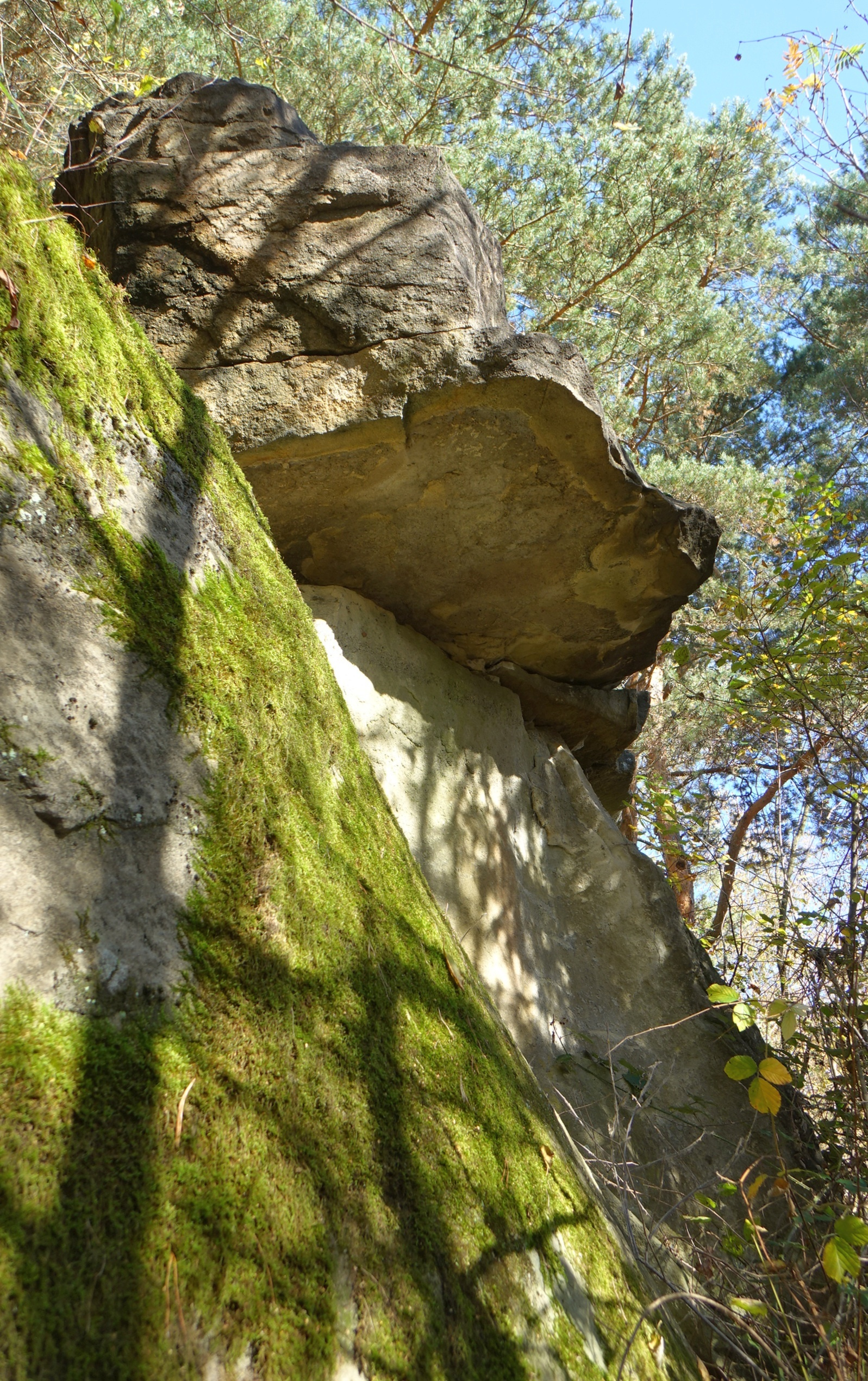

Nosek – skała we wsi Borzęta w województwie małopolskim, w powiecie myślenickim, w gminie Myślenice. Pod względem geograficznym rejon ten należy do Pogórza Wielickiego w obrębie Pogórza Zachodniobeskidzkiego.
Nosek zbudowany jest z piaskowca istebniańskiego. Znajduje się w lesie powyżej Ruchliwej nad lewym brzegiem Jeziora Dobczyckiego. Dojazd ulicą Kazimierza Wielkiego w Myślenicach, następnie gruntową drogą przez las. Jest to pojedyncza skała o szerokości 2 m z pionową ścianą i dużym okapem. Uprawiany jest na niej bouldering. Są 4 drogi wspinaczkowe (baldów) o trudności od 6b do 6c+ w skali francuskiej. Wszystkie prowadzą od podstawy pionowej ściany przez okap. W 2022 r. skała znajdowała się w chaszczach i brak było jakiejkolwiek ścieżki dojściowej i śladów wspinania się.
1. Hakuna; 6b
2. Król Lew; 6b
3. Matata; 6b
4. Maxi King; 6c+[1].

W lesie w Borzętach nad Jeziorem Dobczyckim znajdują się następne skały boulderingowe: Stare Skały, Nowe Skały, Ruchliwa, Sąsiadka, Sąsiad. Łatwe do odszukania są tylko Stare Skały, odszukanie pozostałych w lesie jest trudniejsze.